# Farnetta
Farnetta, qui a été un petit château, est aujourd'hui un hameau de la commune de Montecastrilli (Italie). Farnetta est située au pied du monts Martani, dans la région de l'Ombrie. Ses habitants sont appelés « Farnettani ».

## Géographie
À 385 m d'altitude environ, elle est traversée par la route qui relie Pérouse à Rome. Elle est située sous le mont Torre Maggiore.

## Histoire
L'origine du nom est traditionnellement lié au toponyme «  Quercus Frainetto », un type de chêne poussant dans la région.
L'actuel chemin pédestre (Via Amerina) qui relie Farnetta à Todi est une ancienne voie romaine.
La ville a été la dernière partie des «  Terres Arnolfe » avant de passer sous la domination de Todi et Terni. 
Farnetta a été inscrit dans le registre de l'abbaye de Farfa en 1112.